# A Passage in Time
A Passage in Time („Потока на времето“) е първата официално издадена компилация на австралийското неокласическо/даркуейв/ню ейдж дуо Дед Кен Денс. Компилацията е първоначално издадена само за американския музикален пазар на 20 октомври 1991 г. от Rykodisc, но през 1998 г. презаписана и подобрена версия е пусната на световния пазар. 
Основната цел на албума е да компенсира отсъствието на каквито и да е албуми на групата в САЩ дотогава и да помогне на американския слушател да навакса с най-доброто от Дед Кен Денс. 
Албумът носи името на песента „A Passage in Time“, която първоначално се появява в едноименния дебютен албум на групата през 1984 г., но не е включена в компилацията. Той съдържа основно песни от последните два албума на Дед Кен Денс, с по 2 – 3 песни от първите им три албума плюс две нови песни. В него не е включена нито една песен от едноименния им дебютен албум, който ги утвърждава като едни от пионерите на готик музиката. Може да се приеме, че компилацията е първият „best“ албум на групата.

## Песни
Съдържанието на компилацията е взето предимно от най-новите творби на групата по това време, техния четвърти (The Serpent's Egg) и пети (Aion) албум. Освен това включва две песни от третия им албум (Within the Realm of a Dying Sun) и една от втория (Spleen and Ideal), но не и избрани от дебюта им или EP-то Garden of the Arcane Delights. Включени са две неиздавани досега песни, "Bird" и "Spirit" (и двете по-късно са добавени към двойната винилова версия на Into the Labyrinth от 1993 г.).
|    | Заглавие                                             |      | Албум                           | Година |
| -- | ---------------------------------------------------- | ---- | ------------------------------- | ------ |
| 1  | „Saltarello“                                         | 2:36 | Aion                            | 1990   |
| 2  | „Song of Sophia“                                     | 1:23 | The Serpent's Egg               | 1988   |
| 3  | „Ullyses“                                            | 4:53 | The Serpent's Egg               | 1988   |
| 4  | „Cantara“                                            | 5:52 | Within the Realm of a Dying Sun | 1987   |
| 5  | „The Garden of Zephirus“                             | 1:19 | Aion                            | 1990   |
| 6  | „Enigma of the Absolute“                             | 4:12 | Spleen and Ideal                | 1985   |
| 7  | „Wilderness“                                         | 1:23 | Aion                            | 1990   |
| 8  | „The Host of Seraphim“                               | 6:17 | The Serpent's Egg               | 1988   |
| 9  | „Anywhere Out of the World“                          | 5:05 | Within the Realm of a Dying Sun | 1987   |
| 10 | „The Writing on My Father's Hand“                    | 3:50 | The Serpent's Egg               | 1988   |
| 11 | „Severance“                                          | 3:21 | The Serpent's Egg               | 1988   |
| 12 | „The Song of the Sybil“                              | 3:45 | Aion                            | 1990   |
| 13 | „Fortune Presents Gifts Not According to the Book“   | 6:03 | Aion                            | 1990   |
| 14 | „In the Kingdom of the Blind The One-Eyed are Kings“ | 4:09 | The Serpent's Egg               | 1988   |
| 15 | „Bird“                                               | 5:00 | (нова песен)                    | 1991   |
| 16 | „Spirit“                                             | 4:59 | (нова песен)                    | 1991   |